# نادي الفحيحيل
نادي الفحيحيل الرياضينادي كرة قدم كويتي، تأسس في 19 أبريل 1964، من أبرز إنجازاته فوزه بكأس الأمير في عام 1986 بعد أن تغلب على نادي كاظمة 3-0، من أبرز اللاعبين الذي لعبوا له عبد العزيز الهاجري وأمير سراج وعبد الله نهار ويوسف اليوحة عبدالله المطيري ، ومن اللاعبين المحترفين إبراهيما كيتا.
ومدرب الفريق في موسم 2007/2008 هو السلوفاكي يان بيفارنيك، والذي قاد الفلريق إلى الفوز بكأس الأمير 1985/1986.

## تشكيلة الفريق الحالية
- آخر تحديث: 1 سبتمبر 2015.

ملاحظة: تشير الأعلام إلى المنتخب الوطني على النحو المحدد في قواعد الأهلية للفيفا. قد يحمل اللاعبون أكثر من جنسية واحدة غير تابعة للفيفا.
| الرقم | البلد      | المركز | اللاعب        |
| ----- | ---------- | ------ | ------------- |
| 26    | الكويت     | حارس   | أحمد عادي     |
| 23    | الكويت     | حارس   | فواز الدوسري  |
| 2     | الكويت     | مدافع  | حسين دشتي     |
| 24    | الكويت     | مدافع  | أحمد النصر    |
| 27    | ساحل العاج | مدافع  | ادو روبين     |
| 45    | الكويت     | مدافع  | جاسم كرم      |
| 35    | البرازيل   | مدافع  | كارلوس        |
| 20    | البرازيل   | وسط    | رودريغو       |
| 4     | الكويت     | وسط    | هاشم عدنان    |
| 5     | الكويت     | وسط    | احمد رحيل     |
| 6     | الأردن     | وسط    | محمد نعيم     |
| 8     | الكويت     | وسط    | احمد غازي     |
| 17    | الكويت     | مهاجم  | مشاري الكندري |

| الرقم | البلد    | المركز | اللاعب           |
| ----- | -------- | ------ | ---------------- |
| 10    | الكويت   | وسط    | عبدالرحمن الحربي |
| 88    |          | وسط    | عمر علي          |
| 11    | الكويت   | مهاجم  | عبدالمحسن العجمي |
| 33    | البرازيل | مهاجم  | فيتور داسيلفا    |
| 9     | البرازيل | مهاجم  | ويليام باروس     |
| 25    | الكويت   | وسط    | عبد الله ماوي    |

## إنجازات الفريق
- كأس الأمير مرة واحدة : 1986.
- دوري الدرجة الأولى الكويتي 6 مرات: 1970/1969، 1973/1972، 1976/1975، 1979/1978، 1990/1989، 2013/2012.
- كأس الاتحاد الكويتي مرة واحدة: 1974/1973.

## أبرز اللاعبين
- ربيع سعد
- أمير سراج
- خالد إدريس
- سعود فريان
- عبد العزيز الهاجري
- حسين كنكوني
- عبد الله نهار
- يوسف اليوحة
- إبراهيما كيتا

## أبرز المدربين
- 1985/1989 يان بيفارنيك
- 1996/1997 صالح زكريا
- 1997/1998 يان فيرناشيك (سلوفاكيا)
- 1998 خالد الزنكي
- 1999/2000 ماتيوس (البرازيل)
- 2000 عبد العزيز الهاجري
- 2000/2001 صالح العصفور
- 2001 محمد أهيليس
- 2003/2004 صالح العصفور
- 2004/2006 عبد العزيز الهاجري
- 2006/2007 ميرساد فازلاغيتش (بوسني)
- 2007 عبد العزيز الهاجري
- 2007/إلى الآن يان بيفارنيك

## المصدر
- موقع كورة